# Utah Tech Trailblazers
Utah Tech Trailblazers (en español: "Pioneros del Tecnológico de Utah"), conocidos antes 2022 como  Dixie State Trailblazers es la denominación de los equipos deportivos de la Universidad Tecnológica de Utah, institución académica ubicada en St. George, Utah. Los Trailblazers participan en las competiciones universitarias organizadas por la NCAA, y desde 2020 forman parte de la Western Athletic Conference de la División I de la NCAA. Hasta 2006 pertenecieron a la National Junior College Athletic Association, fecha en la que pasaron a formar parte de la División II de la NCAA.
El 1 de julio de 2022, la Universidad Estatal Dixie (Dixie State University en inglés) cambiará su nombre la Universidad Tecnológica de Utah (Utah Tech University). El apodo de Trailblazers no cambiará.

## Apodo y mascota
Hasta 2009, el apodo de los equipos deportivos era el de Rebels, y en ese año lo cambiaron por los Red Storm. En 2016 se produjo un nuevo cambio, para pasar a ser los actuales Trailblazers.

## Programa deportivo
Los Trailblazers compiten en 6 deportes masculinos y en 9 femeninos:
| Masculino: - Baloncesto - Campo a través - Fútbol - Fútbol americano - Golf - Béisbol | Femenino: - Baloncesto - Campo a través - Fútbol - Tenis - Natación - Sófbol - Voleibol - Atletismo (aire libre) - Golf |

## Instalaciones deportivas
- Burns Arena es el pabellón donde disputan sus partidos los equipos de baloncesto. Tiene una capacidad para 4.779 espectadores y fue inaugurada en 1986.[4]
- Greater Zion Stadium, es el estadio donde disputan sus encuentros los equipos de fútbol y fútbol americano. Fue inaugurado en 1985 y tiene una capacidad de 10.000 espectadores sentados.[5]
- Bruce Hurst Field, es el estadio donde juega el equipo de béisbol. Tiene una capacidad para 2.500 espectadores y fue inaugurado en 1994.[6]